# Tapinoma schreiberi
Tapinoma schreiberi este o specie de furnică din genul Tapinoma. Descrisă de Hamm în 2010, specia este endemică în Statele Unite.